# 유방
유방(한자: 乳房, 영어: breast; 젖, 가슴)은 모든 포유류의 몸에 존재하는 젖샘으로 젖이라고도 한다. 즉, 가슴은 여자의 아름다움을 상징하기도 하지만, 성인은 연인끼리 동의하에 만지기도 하며 성교할때도 관련이 있으며 아기를 낳게 되면 아기에게 먹일 모유가 나오게 된다.
유방은 주로 유선과 지방세포로 이뤄져 있다. 유선은 땀샘의 변형된 형태의 기관으로 인간 여성은 사춘기부터 정상적인 기능을 시작한다. 유방에 위치한 젖꼭지는 아기에게 모유를 직접 공급하는 기능을 한다.
임신 기간 중에는 호르몬의 복잡한 상호작용으로 인해 유방 내부 조직이 발달해 모유를 생산한다. 이때 동원되는 호르몬은 에스트로겐, 프로게스테론, 프로락틴의 세 종류로, 월경 주기 동안 자궁과 유방의 선 조직의 변화를 일으키는 호르몬들이다.
영국의 동물학자 데스먼드 모리스(Desmond Morris)는 애초 인류의 조상이 4족 보행하던 시대에는 엉덩이가 성적인 어필을 하였으나 2족 보행의 시기에 접어들어 엉덩이의 성적인 측면이 감소하고 유방이 강조되었다는 설을 주장한다.

## 구조

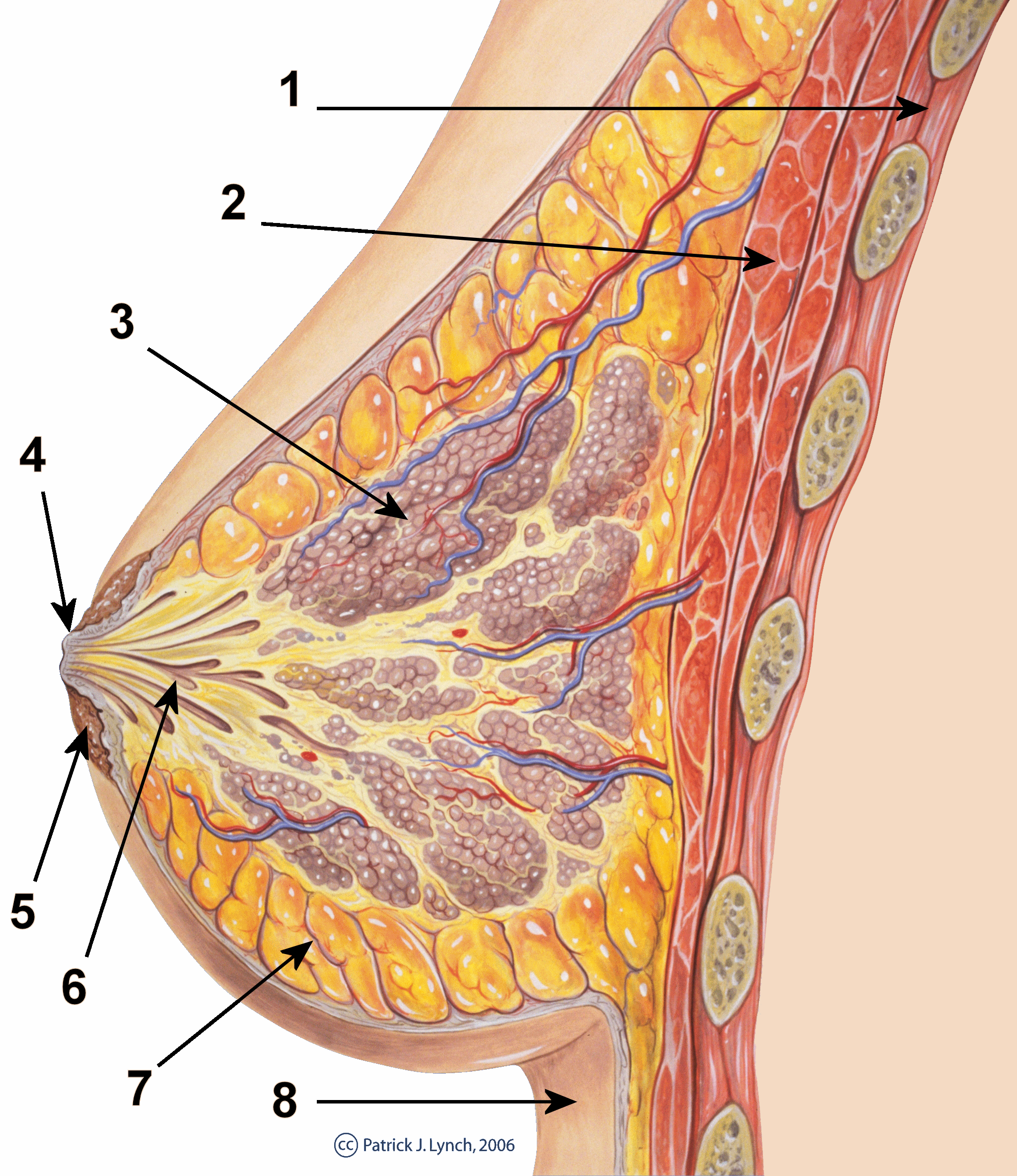
유방 단면도.
1. 흉벽
2. 흉근
3. 유엽
4. 유두
5. 유륜
6. 유관
7. 피하 지방
8. 피부

한쪽의 유방은 약 15~20개의 엽으로 이루어져있다. 유방의 형태와 크기는 엽을 덮고 있는 피하지방의 양과 쿠퍼 인대의 구조에 의해 결정된다. 각각의 엽에는 수많은 소엽들이 존재하는데, 각각의 소엽은 호르몬 신호에 따라 모유를 생산·저장한다.
유관을 따라 모유를 분비하는 입방세포가 줄지어 있고, 근상피세포가 입방세포들을 둘러싼 꽈리 형태를 하고 있다. 이 꽈리들은 여러 개가 모여 각각의 엽을 이루고, 엽의 중심이 되는 유관을 따라 젖이 유두의 출구로 내보진다. 근상피세포가 옥시토신의 자극을 받아 수축하면 꽈리에 저장되어있던 모유가 분출된다. 모유가 유두 밖으로 나가기 전에는 유두 안쪽에 있는 유관동에 모인다. 아기가 빨기 시작하면 옥시토신 반응에 의해 "사출반사"가 일어나고 어머니의 모유가 분출되어 아기가 빨아먹을 수 있게 된다.

## 유방의 성장
유관을 따라 모유를 분비하는 입방세포가 줄지어 있고, 근상피세포가 입방세포들을 둘러싼 꽈리 형태를 하고 있다. 이 꽈리들은 여러 개가 모여 각각의 엽을 이루고, 엽의 중심이 되는 유관을 따라 젖이 유두의 출구로 내보진다. 근상피세포가 옥시토신의 자극을 받아 수축하면 꽈리에 저장되어있던 모유가 분출된다. 모유가 유두 밖으로 나가기 전에는 유두 안쪽에 있는 유관동에 모인다. 아기가 빨기 시작하면 옥시토신 반응에 의해 "사출반사"가 일어나고 어머니의 모유가 분출되어 아기가 빨아먹을 수 있게 

## 유방 질환
- 유방암
- 여성형 유방
- 유방비대
- 소유방증

## 같이 보기
- 모유 수유
- 유축기
- 브래지어
- 가슴
- 거유
- 폭유
- 젖꼭지
- 젖꽃판